# Joe Beck
Pour les articles homonymes, voir Beck.
Joe Beck est un guitariste de jazz américain, né à Philadelphie (Pennsylvanie) le 29 juillet 1945 et mort à Danbury (Connecticut, États-Unis) le 22 juillet 2008 des suites d'un cancer du poumon.

## Biographie
Il débute en 1964 et ne tarde pas à rejoindre Charles Lloyd, puis Gary McFarland avec qui il travaille jusqu'en 1967, date à laquelle il est recruté par Chico Hamilton. Jusqu'en 1971, il joue et enregistre avec Miles Davis (Circle in the Round), Gil Evans, Gato Barbieri. Ensuite il abandonne la musique pour un temps pour reprendre en 1973 son métier de musicien ; il collabore entre autres avec Buddy Rich, Maynard Ferguson, Woody Herman, Lena Horne, Peggy Lee, Jimmy Smith, ...
.
Il a aussi travaillé avec Frank Sinatra et James Brown.